# Asger
Asger ist ein dänischer männlicher Vorname.

## Herkunft und Bedeutung
Der Name ist entstanden aus dem altnordischen Namen Ásgeirr, der seinerseits abgeleitet war aus den Bestandteilen áss (Gott) und geirr (Speer). Die isländische Form des Namens ist Ásgeir.

## Bekannte Namensträger
- Asger Aaboe (1922–2007), dänischer Mathematik- und Astronomiehistoriker
- Asger Christensen (* 1958), dänischer Politiker und Landwirt
- Asger Hamerik (1843–1923), dänischer Komponist und Dirigent
- Asger Jorn (1914–1973), dänischer Maler und Essayist
- Asger Leth (* 1970), dänischer Filmregisseur und Drehbuchautor
- Asger Reher (* 1950), dänischer Schauspieler

- Asker (Bischof) († 1137), auch Asger genannt, dänischer Geistlicher und erster Erzbischof von Lund